# Gottlieb Franz Münter
Gottlieb Franz Münter (auch: Gottlieb Münter; * 1743 in Hildesheim; † 1816 in Hannover) war ein deutscher Rechtsanwalt und Notar.

## Leben
Gottlieb Franz Münter wurde zur Zeit des Kurfürstentums Braunschweig-Lüneburg während der Personalunion zwischen Großbritannien und Hannover im Jahr 1743 in Hildesheim geboren. Ab 1767 studierte er Rechtswissenschaften an der Georg-August-Universität in Göttingen.
Später wirkte Münter als Prokurator bei den Obergerichten in Hannover. Er war Mitglied der Johannis-Freimaurerloge Zur Zeder in Hannover und ab 1782 Illuminat unter dem Orden von Spinoza.
Der 1816 Verstorbene fand sich noch im Hannöverschen Adreß-Buch für das Jahr 1817 als „Münter, Gottl., Procurator“ im Haus Nummer 827 am Knappenort Hannovers.

## Schriften
- Ein Lied mit Chören; zur Ehre des Königs, bey der Feyer des 5ten Stiftungstages der L. zur Ceder in Hannover gesungen, von deren Redner Gottlieb Franz Münter : Nach der alten Weise des engl. Liedes God save great George our King &c., gedruckt bey H. M. Pockwitz, [1782]; Digitalisat der Staatsbibliothek zu Berlin - Stiftung Preußischer Kulturbesitz
- Ausführliche Beschreibung aller Feyerlichkeiten mit welchen das funfzigjährige Amtsjubelfest des Herrn Consistorial-Raths und General-Superintendenten D. Joh. Friedr. Jacobi in Zelle am 4ten May 1788 begangen ist, Hannover 1789. Gedruckt bei Joachim Rudolph Bartsch; Digitalisat der Heinrich-Heine-Universität Düsseldorf